# 華屋与兵衛 (レストラン)

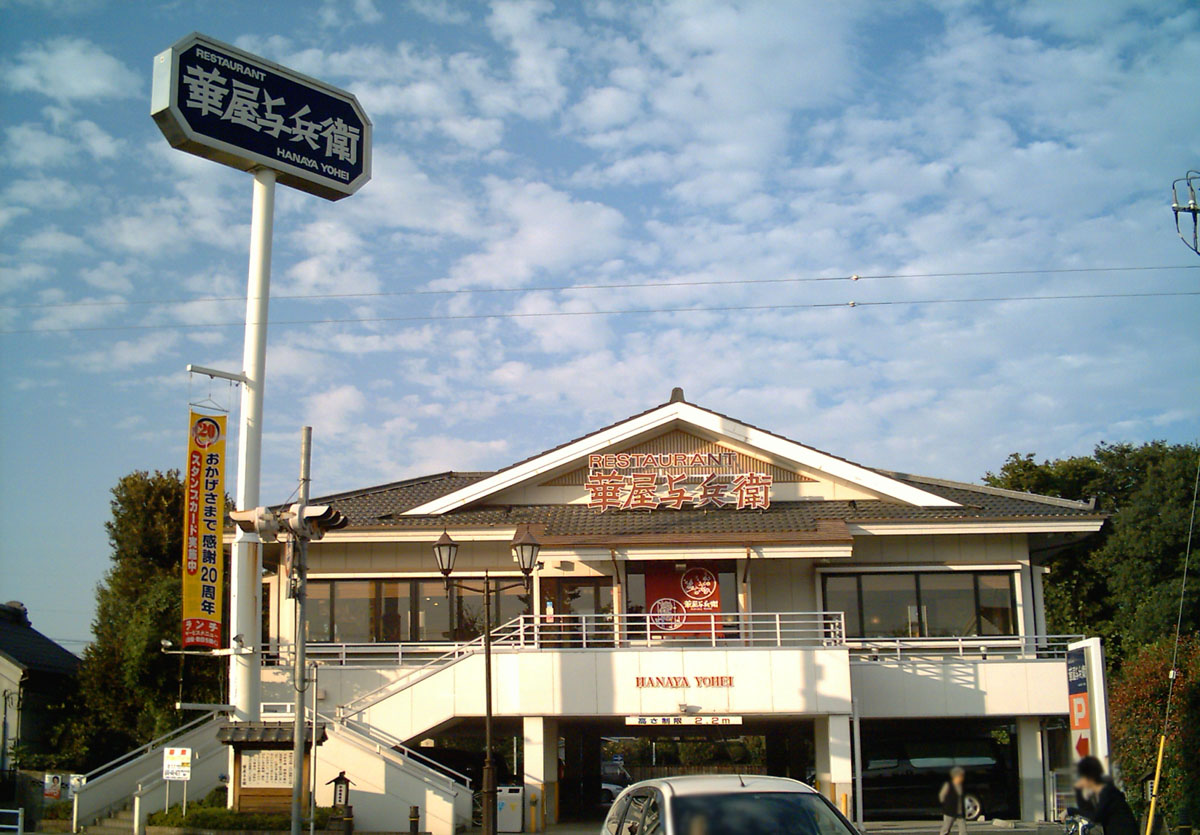
ロードサイド店舗の例

株式会社華屋与兵衛（はなやよへい）は、関東地方を中心に店舗展開する和食ファミリーレストランチェーン。株式会社ゼンショーホールディングスの連結子会社。

## 概要
1986年にライフコーポレーションの会長である清水信次が会社設立し、「華屋与兵衛」として1号店を出店した。
店名（のち社名も）の由来となった華屋与兵衛は江戸時代後期の寿司職人で、握り寿司の始祖とされる人物である。当社はこの実在の華屋与兵衛および、与兵衛が出した店とは沿革上の関係はない。
2008年に株式会社ゼンショー（現・ゼンショーホールディングス）が株式を取得して連結子会社化。2016年に株式会社ゼンショーホールディングスが株式交換により完全子会社化した。

## 沿革
- 1986年
  - 3月 - エル・フードサービス株式会社として設立。実験店舗での検証を行う。
  - 12月 - 千葉県松戸市新松戸に第1号店「華屋与兵衛 新松戸店」を開業。
- 1996年8月 - 株式会社華屋与兵衛に商号を変更。
- 2008年
  - 5月 - 東京都江戸川区瑞江駅前に、「華屋与兵衛」を改装して「ごはん処 華の家」第1号店を開業。
  - 7月 - 東京都足立区江北駅前のライフ江北駅前店内に「ごはん処 華の家」第2号店を開業。
  - 10月 - 株式会社ゼンショー（現・株式会社ゼンショーホールディングス）が、清水家資産管理会社の日本青果株式会社および、暉青物産有限会社の2社から54.91%の株式を12億円で取得し、連結子会社化。
- 2010年12月 - 「ごはん処 華の家」2店舗とも閉店。
- 2012年11月 - 埼玉県狭山市の華屋与兵衛狭山店をリニューアル、「和食よへい」第1号店として開業（2020年10月閉店。2021年2月、「イタリア食堂 オリーブの丘 狭山富士見店」に業態転換）。
- 2013年10月 - 関東地方以外の地域に初出店となる「和食よへい」上田しおだ野店（長野県上田市）、信州中野店（長野県中野市）を開店。
- 2014年
  - 4月 - ロゴマークを変更。
  - 7月 - 「華屋与兵衛」「和食よへい」全店共通スタンプカード「小判通帳」 ポイントサービス開始。
- 2015年5月 - 「小判通帳」 をリニューアルし、スタンプカードに変更。
- 2016年3月 - 株式会社ゼンショーホールディングスが株式交換により完全子会社化。
- 2017年10月 - ゼンショーグループ共通ポイントカード「ZENSHO CooCa（ゼンショー・クーカ）」導入に伴い、スタンプカード発行終了。
- 2018年1月 - スタンプカード押印終了、廃止。
- 2019年7月 - 「ZENSHO CooCa」に加え、新たに楽天ポイント（楽天ペイメント）、Pontaポイント（ロイヤリティマーケティング）、dポイント（NTTドコモ）の共通ポイントサービスを導入。
- 2021年2月28日 - 「和食よへい」全店閉店、長野県から撤退。

## メニュー

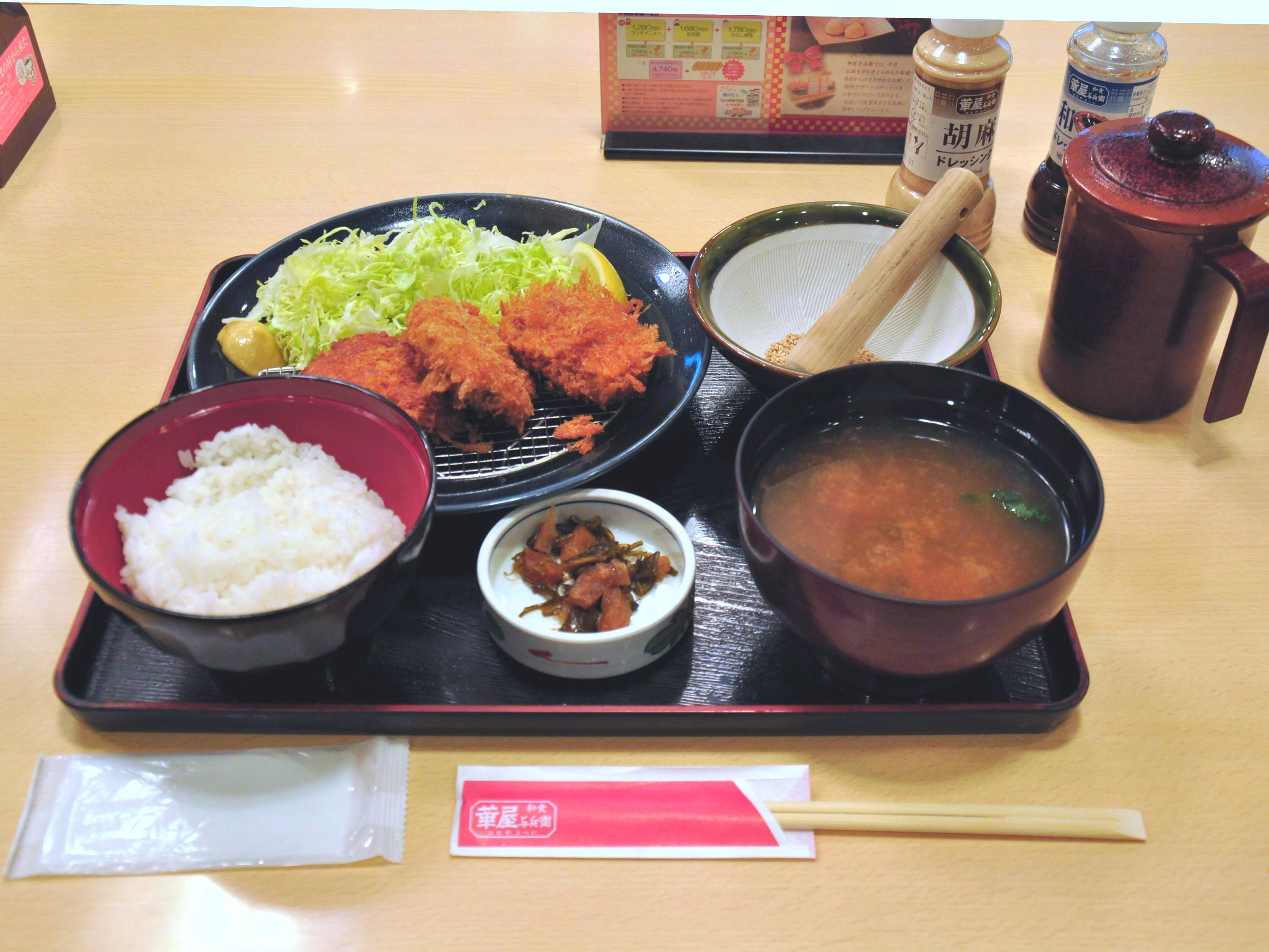
メニュー例
ヒレカツ膳（税込み1,458円）

ファミリーレストランチェーンとしては珍しく、江戸前寿司・手打ちうどん・各種和定食・和膳を主力メニューとしており、デザートもあんみつ・抹茶アイスクリーム・かき氷（季節メニュー）など和風のものが中心である。年末にはおせち料理、節分前には恵方巻の予約販売も行っている。
全店内に座敷席を設けており、個室としての予約利用や宴会も受け入れている。アルコール飲料の提供、一部メニューとセットになった飲み放題もある。また店舗にて提供している玄米茶やコーヒー（ドリップバッグ）などを販売しているほか、持ち帰りメニューがある。
2025年時点では既に注文タブレットにチャイルドロックを設けたシステムが導入されている。

## 会員制度
ダイレクトメール会員特典制度「よへい倶楽部」があり、メールマガジン、クーポン送付などが受けられる。公式サイトにて個人情報を登録する。

## 共通ポイントサービス
ゼンショーグループ共通のZENSHO CooCa（ゼンショー・クーカ）に加え、2019年7月11日より楽天ポイント（楽天ペイメント）、Pontaポイント（ロイヤリティマーケティング）、dポイント（NTTドコモ）も導入。会計時にポイントを貯めることも使うこともできるが4サービスのうち任意の1件の利用に限られ、複数のポイントサービスの併用はできない。2022年7月4日、Pontaポイントの取り扱いを終了した。2024年4月22日、CooCaポイントの取り扱いを終了、2025年4月21日をもってCooCaポイントサービス自体も終了する。

## 営業地域
東京都・埼玉県・千葉県・神奈川県・茨城県に出店する。
2007年11月、東京都江戸川区鹿骨に篠崎公園店をオープンし、店舗数は160に到達。「和食よへい」展開後の2015年から2016年にかけても店舗数は150を超えていた。しかし2020年初頭からの新型コロナウイルス感染拡大の影響を受け、同年中に50店舗以上を閉店。コロナ禍収束の見通しが立たない中、翌2021年以降も各地の店舗を閉店し、「和食よへい」については2021年2月28日をもって全店閉店。この結果「和食よへい」2店舗のみの進出であった長野県からは撤退した。閉店後は、同じゼンショーグループの株式会社ジョリーパスタが経営する「イタリア食堂 オリーブの丘」に業態転換を行った事例もある。

### 店舗
2024年現在
- 東京都：15店舗

1. 舎人店 - 東京都足立区舎人1-18-25
2. 足立江北店 - 東京都足立区江北1-22-3
3. 葛西中央通り店 - 東京都江戸川区中葛西1-1-4
4. 篠崎公園店 - 東京都江戸川区鹿骨2-41-10
5. 尾久店 - 東京都北区昭和町1-1
6. 板橋坂下店 - 東京都板橋区坂下1-25-14
7. 多摩川大橋店 - 東京都大田区多摩川2-6-28
8. 目黒八雲店 - 東京都目黒区八雲5-16-3
9. 駒沢弦巻通り店 - 東京都世田谷区駒沢2-43-11
10. 高円寺店 - 東京都杉並区梅里1-22-20
11. 杉並高井戸東店 - 東京都杉並区高井戸東4-12-43
12. 練馬大泉学園店 - 東京都練馬区大泉学園町8-30-25
13. 飛田給店 - 東京都調布市飛田給1-30-2
14. 東小金井店 - 東京都小金井市梶野町5-9-18
15. 東久留米店 - 東京都東久留米市中央町1-14-2

- 埼玉県：7店舗

1. 春日部大沼店 - 埼玉県春日部市大沼4-116
2. 富士見鶴瀬店 - 埼玉県富士見市鶴瀬東2-12-11
3. 小川町店 - 埼玉県比企郡小川町小川62-1
4. 所沢北原店 - 埼玉県所沢市北原町1411-9
5. 川口西新井宿店 - 埼玉県川口市西新井宿111
6. 川口安行店 - 埼玉県川口市安行北谷610-1
7. 越谷蒲生店 - 埼玉県越谷市蒲生寿町13-35

- 千葉県：5店舗

1. 市川菅野店 - 千葉県市川市菅野3-11-23
2. 松戸小金原店 - 千葉県松戸市小金原5-29-7
3. 松戸常盤平店 - 千葉県松戸市常盤平3-13-1
4. 松戸高塚店 - 千葉県松戸市高塚新田167-1
5. 千葉誉田店 - 千葉県千葉市緑区誉田町1-299-3

- 神奈川県：3店舗

1. 川崎大師店 - 神奈川県川崎市川崎区昭和2-18-16
2. 港南台店 - 神奈川県横浜市港南区港南台6-33-31
3. 相模原小山店 - 神奈川県相模原市中央区小山3-37-10

- 茨城県：3店舗

1. 藤代店 - 茨城県取手市藤代963-1
2. 牛久店 - 茨城県牛久市牛久町256-5
3. 取手寺田店 - 茨城県取手市寺田5001-3